# 神戸にしむら珈琲店
神戸にしむら珈琲店（こうべにしむらコーヒーてん）は、神戸市中央区を中心に展開している、日本の喫茶店チェーン。

## 沿革
1948年に、現在の中山手本店の敷地の一部にあたる場所で雑貨店として創業。京都から仕入れた菓子の売れ行きが良かったことからテーブル3セットを据えて喫茶店として創業し、日本で初めて自家焙煎のコーヒー豆を使ったストレート・コーヒーを提供した。また、カプチーノ、コーヒーゼリーなども、日本では先駆的に導入していた。
コーヒーが、市民権を得たのは戦後間もない時期であった。太平洋戦争中や戦後しばらくは、「代用コーヒー」といって大豆をコーヒー豆に見立てたものが流通していたが、にしむら珈琲店はそんな時期から三宮中山手のハンター坂近くに店を構え、ブルーマウンテン、キリマンジャロ、モカといったブランドのコーヒー豆を使い淹れたコーヒーを提供する女主人が経営する小さな喫茶店として、地元では評判になっていた。
1964年から、有田市で製造した特徴的な肉厚のコーヒーカップを採用するようになっている。
1974年には、フランス料理店を併設した、日本初の会員制喫茶店として北野坂にしむら珈琲店を設けた。

## 特徴
すべての店舗の内装は、華やかかつシックなヨーロッパ調の調度品に統一されている。またすべての店舗が直営店であり、全国展開は目指さず地元、神戸、阪神間に限定している。コーヒーを入れるのに使う水は「宮水」を使用し毎日汲み、朝5時にケーキを焼き、翌日には一切持ち越さない。このため現在の直営11店舗に配送するだけで手いっぱいでこれ以上店舗数を増やす計画はない。コーヒーを淹れる作業は最低3年以上、修行を積んだ従業員にしか認めず、サンドイッチを切る作業も正社員以外には認めないなどの厳しい内規を設けている。正社員に定年も設けておらず50代のウェイトレスも少なくない。2013年現在、11あるすべての直営店舗は、設計から電気配線に至るまで、現経営者である吉谷博光が自ら指揮をとっている。

## 店舗所在地
2024年3月現在、神戸市を中心に計9店舗を展開している。
- 中山手本店：神戸市中央区中山手通1丁目
- 北野坂にしむら珈琲店：神戸市中央区山本通2丁目
- 三宮店：神戸市中央区琴緒町5丁目
- 阪急前店：神戸市中央区北長狭通1丁目
- 元町店：神戸市中央区元町通2丁目
- ハーバーランド店：神戸市中央区東川崎町1丁目
- 御影店：神戸市東灘区御影2丁目
- 芦屋店：芦屋市精道町6丁目
- 梅田店：大阪市北区曽根崎2

## 震災の影響

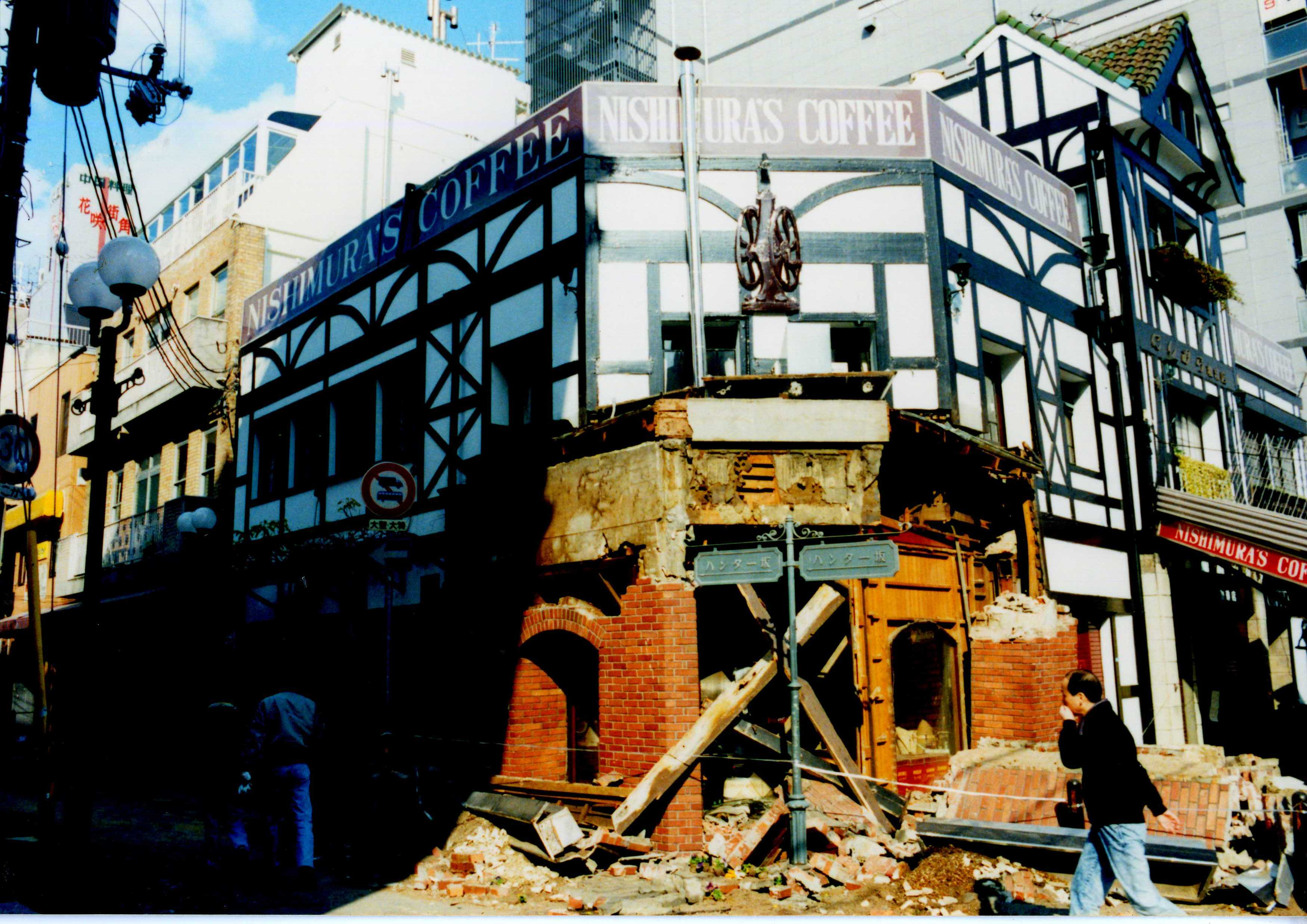
震災直後の神戸にしむら珈琲店中山手本店。1995年1月17日撮影

1995年1月17日に発生した兵庫県南部地震（阪神・淡路大震災）の折、中山手本店は内壁と外壁のレンガが倒壊して4か月あまりの休業を余儀なくされたが、修復工事を経て同年6月1日に営業を再開した。修復に際し、建物には鉄骨を入れる補強工事が施されたが、2005年には建て替えられることになり、2006年に5階建ての建物が新築された。
会員制喫茶店であった北野坂にしむら珈琲店は、震災を機に一般客にも開放され、現在に至っている。